# Ikšķile
Ikšķile (en alemán: Uexküll, en livonio:Ikškilā, en estonio: Üksküla, en finés: Ykskylä, en sueco: Ykskull) es una villa situada en Letonia. Era un núcleo amurallado de Livonia. Se encuentra a orillas del río Daugava, a algo más de 20 km de Riga. Ikšķile obtuvo los derechos de villa en 1992.

## Historia
En el 1189, los primeros habitantes obtuvieron permiso para construir una iglesia junto al núcleo livonio de Ikšķile, junto al Daugava. El lugar se transformó después en un importante núcleo de la Baltia alemana. Tras la fundación de Riga a principios del siglo XIII, Ikšķile perdió gradualmente importancia comercial en favor de las localidades livonas situadas en la desembocadura del Daugava, que se convirtieron en un importante foco comercial del área del Báltico. 
En Ikšķile aún se pueden ver los restos de la fortaleza, pero el resto de los vestigios históricos de la ciudad han sido barridos por las crecidas del Daugava.